# Bahnhof Kanayama
Der Bahnhof Kanayama (jap. 金山駅, Kanayama-eki) ist ein Bahnhof auf der japanischen Insel Honshū. Er wird gemeinsam von den Bahngesellschaften JR Central und Meitetsu (Nagoya Tetsudō) betrieben und befindet sich in der Präfektur Aichi auf dem Gebiet der Stadt Nagoya. Hier treffen mit der Tōkaidō-Hauptlinie, der Chūō-Hauptlinie und der Meitetsu Nagoya-Hauptlinie drei bedeutende Bahnstrecken aufeinander. Zudem ist Kanayama ein wichtiger Umsteigeknoten zwischen der Eisenbahn und der U-Bahn Nagoya.

## Verbindungen
Kanayama ist ein Trennungsbahnhof an der Tōkaidō-Hauptlinie, einer der bedeutendsten Bahnstrecken Japans, die Kōbe mit Osaka, Nagoya und Tokio verbindet. Von dieser zweigt die Chūō-Hauptlinie ab, eine weitere Hauptbahn von Nagoya durch das Landesinnere nach Tokio. Beide werden von der Bahngesellschaft JR Central betrieben. Auf den Nahverkehr fokussiert ist die Meitetsu Nagoya-Hauptlinie der Bahngesellschaft Meitetsu. Hinzu kommen zwei Linien der U-Bahn Nagoya.
An Werktagen verkehren auf der Tōkaidō-Hauptlinie tagsüber acht Züge je Stunde, während der Hauptverkehrszeit bis zu zwölf. Es gibt vier Gattungen von Eilzügen. Allen gemeinsam ist, dass zwischen Toyohashi und Gifu die Anzahl der Halte variiert (zwischen Gifu und Maibara halten die Züge hingegen an allen Bahnhöfen). Ihre Bezeichnungen lauten „Special Rapid“ (特別快速, Tokubetsu kaisoku), „New Rapid“ (新快速, Shin kaisoku), „Rapid“ (快速, Kaisoku) und „Semi Rapid“ (区間快速, Kukan kaisoku). Hinzu kommen Lokalzüge mit Halt an allen Bahnhöfen zwischen Gifu und Toyohashi, wobei etwa die Hälfte ab und bis Okazaki verkehren. Auf der Chūō-Hauptlinie halten einzelne Shinano-Schnellzüge von Nagoya über Shiojiri nach Nagano auch in Kanayama. Im Nahverkehr gibt es tagsüber drei Eil- und fünf Lokalzüge je Stunde in Richtung Nakatsugawa, wobei ein Teil davon bereits in Kōzōji, Tajimi oder Mizunami wendet. Hinzu kommen mehrere Home Liner, Eilzüge mit reservierten Sitzplätzen.
Besonders dicht ist das Angebot auf der Meitetsu Nagoya-Hauptlinie. Auf dem zentralen Abschnitt zwischen der Verzweigung Biwajima und Jingū-mae, der mehrere Linien bündelt, gibt es je Richtung bis zu 26 Zugverbindungen stündlich. Von besonderer Bedeutung sind die µSky-Schnellzüge, die alle 30 Minuten von Meitetsu Nagoya zum Flughafen Chūbu verkehren und ausschließlich aus Erstklasswagen zusammengesetz sind. Daneben gibt es eine Vielzahl durchgehender Eilzüge der Zuggattungen Express, Semi Express und Limited Express in Richtung Gifu, Ichinomiya, Kakamigahara, Inuyama, Kōwa, Nishio, Saya, Toyoake und Toyohashi sowie zum Flughafen. Lokalzüge mit Halt in Kanayama verkehren auf den Verbindungen Shin-Unuma–Higashi-Okazaki und Iwakura–Higashi-Okazaki. Außerdem fahren ab Kanayama weitere Lokalzüge nach Chita Handa.
Kanayama wird von zwei Linien der U-Bahn Nagoya erschlossen. Einerseits die ringförmige Meijō-Linie rund um die Innenstadt, andererseits die hier beginnende Meikō-Linie ins Hafengebiet, die während der Hauptverkehrszeit mit der Ringlinie verbunden ist. An der Nordseite des Bahnhofs betreibt das städtische Verkehrsamt einen Busbahnhof, der von über einem Dutzend Buslinien bedient wird. Weitere Haltestellen an mehreren Standorten nördlich und südlich des Bahnhofs dienen verschiedenen Schnell-, Überland- und Shuttlebussen mehrerer Anbieter.

## Anlage
Der Bahnhof steht an der Grenze zwischen dem namensgebenden Stadtteil Kanayama im Bezirk Naka-ku an der Nordseite und dem Stadtteil Kanayamachō im Bezirk Atsuta-ka an der Südseite. Die Gegend rund um den Bahnhof ist ein bedeutendes Subzentrum am südlichen Rand der Innenstadt mit einer hohen Dichte von Bürohochhäusern, Geschäften, Hotels und öffentlichen Einrichtungen. Dazu gehören die NTK Hall, die Nagoya City Music Plaza, die Einkaufszentren Asunal Kanayama und Æon Mall Atsuta sowie der Kanayama-Schrein. Die Anlage ist von Nordwesten nach Südosten ausgerichtet und umfasst acht Gleise, die in einem Einschnitt an vier Mittelbahnsteigen liegen. Der nördlichste Bahnsteig ist den Zügen der Chūō-Hauptlinie vorbehalten, die beiden mittleren jenen von Meitetsu und der südlichste jenen der Tōkaidō-Hauptlinie. Alle Bahnsteige sind überdacht und leicht gekrümmt; die Gleise der Chūō-Hauptlinie biegen in Richtung Nordosten ab, die übrigen verlaufen parallel zueinander und nehmen allmählich eine südliche Richtung ein. Quer über die Bahnsteige spannt sich ebenerdig eine breite hallenartige Überführung, von wo aus Treppen, Rolltreppen und Aufzüge zu den Bahnsteigen hinunterführen. JR Central und Meitetsu besitzen getrennte Bahnsteigsperren auf der Höhe der Halle.
Im Fiskaljahr 2019 nutzten durchschnittlich 238.979 Fahrgäste täglich den Bahnhof. Davon entfielen 70.874 auf JR Central, 85.894 auf Meitetsu und 82.811 auf die U-Bahn.

## Bilder

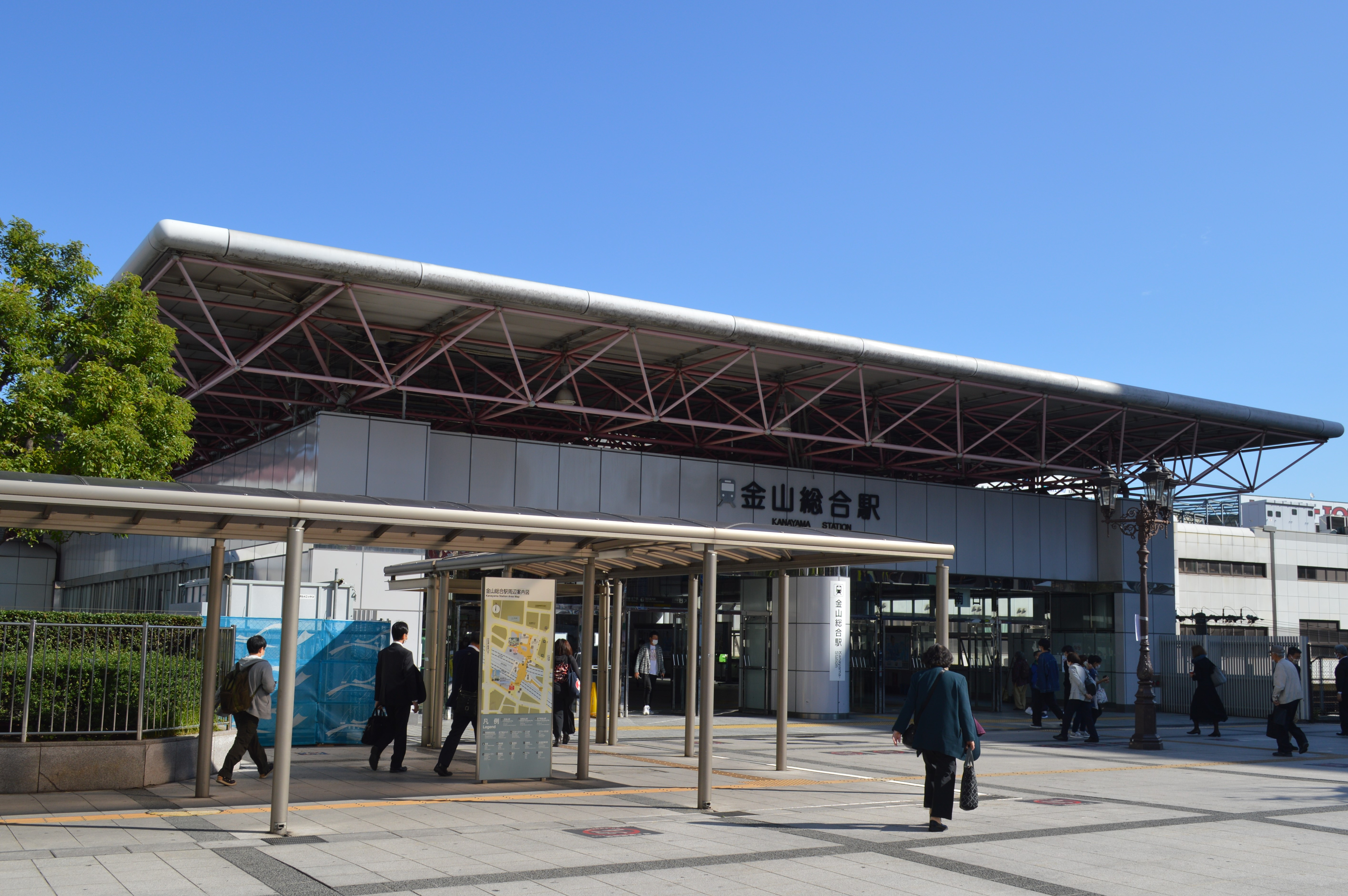
Südeingang
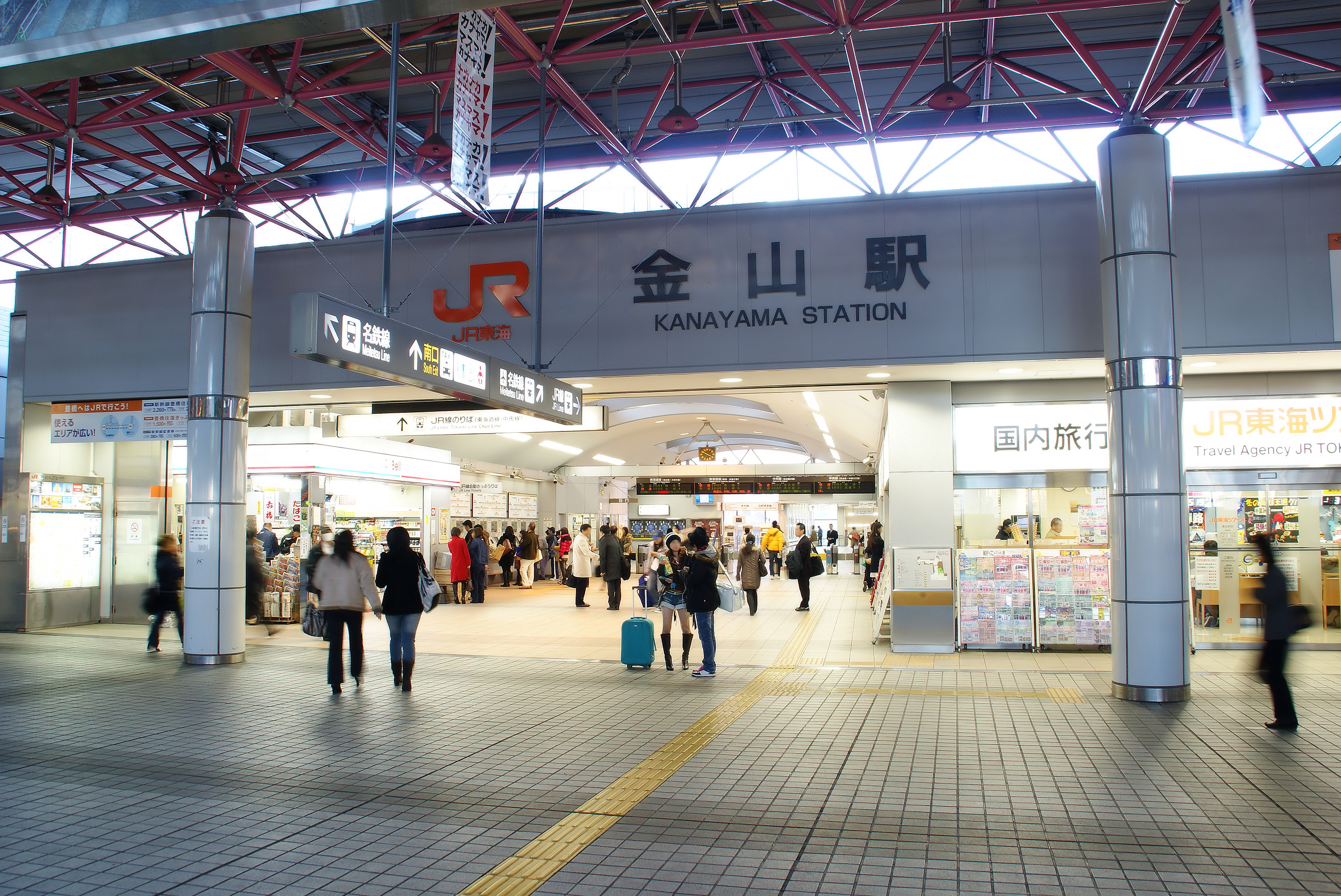
Durchgang zu den JR-Gleisen
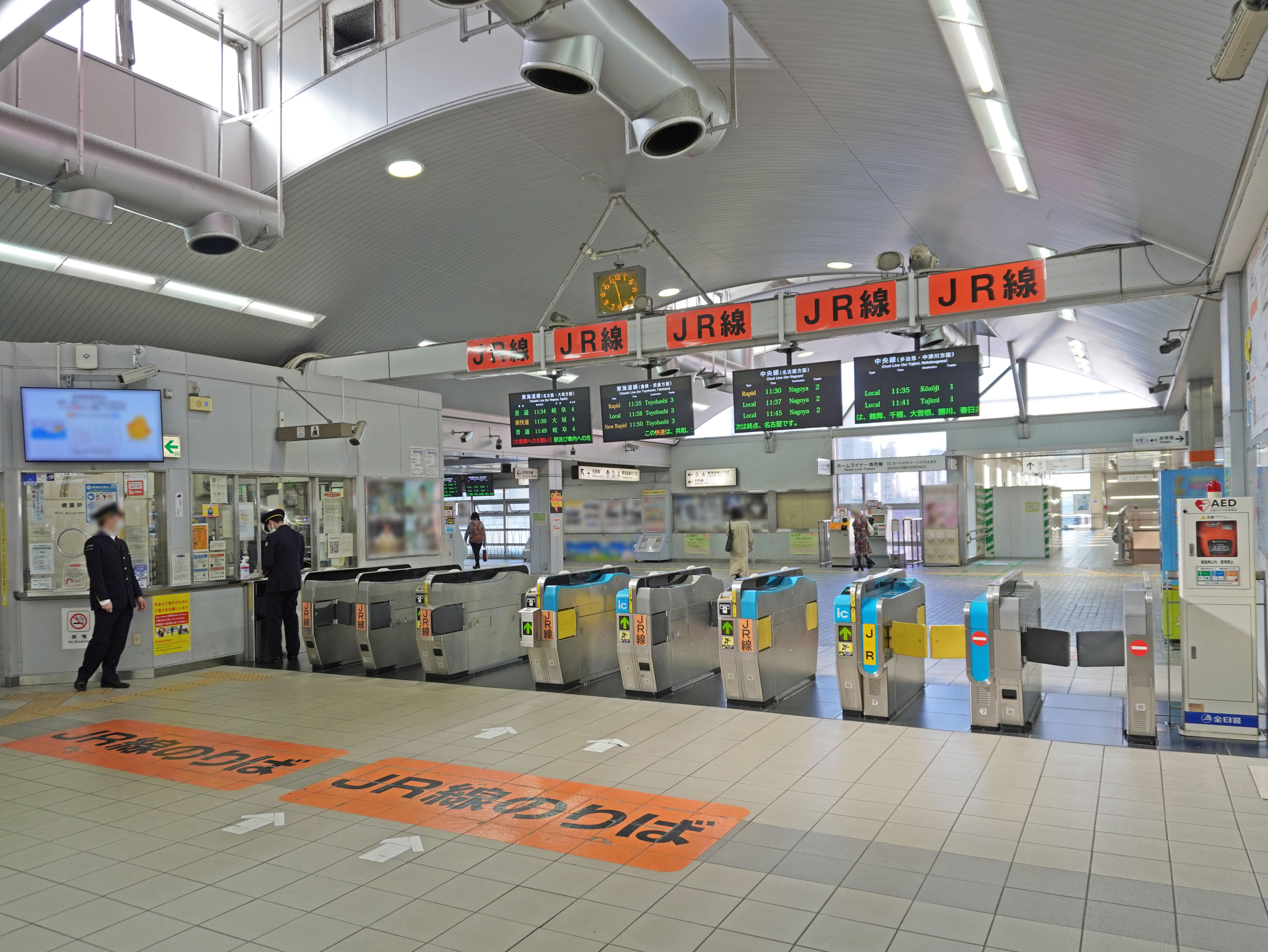
JR-Bahnsteigsperren
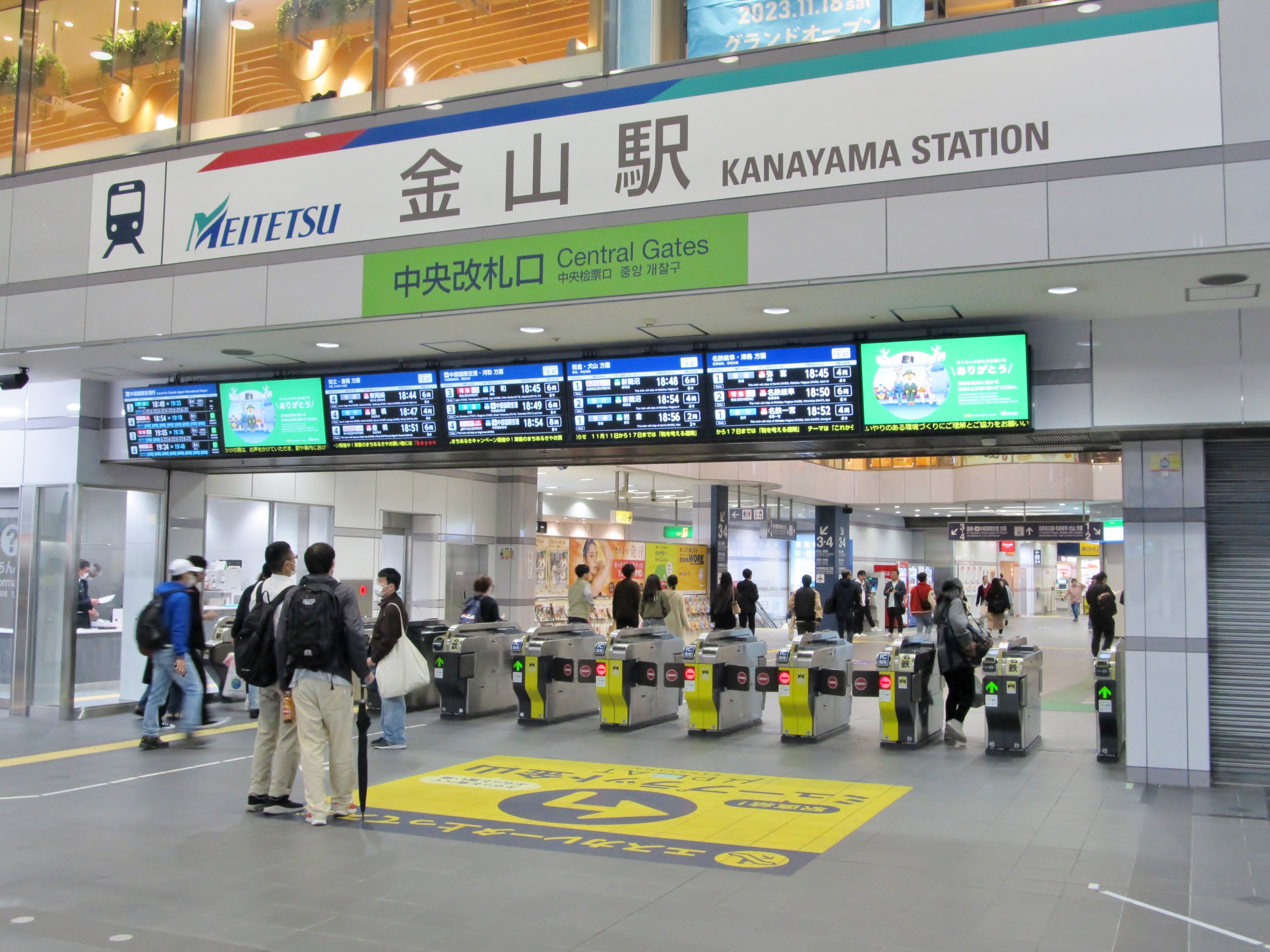
Durchgang zu den Meitetsu-Gleisen
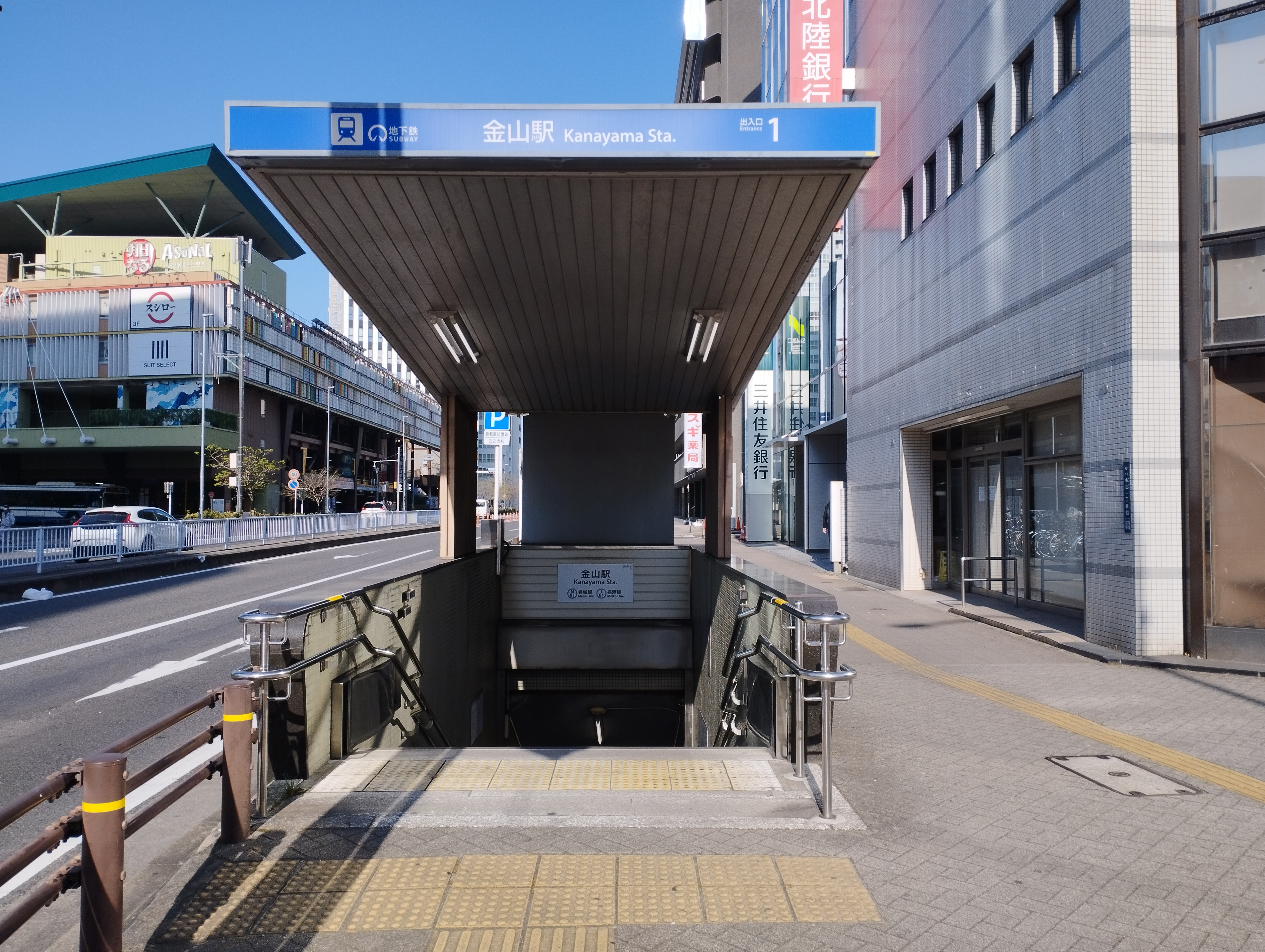
Eingang zur U-Bahn
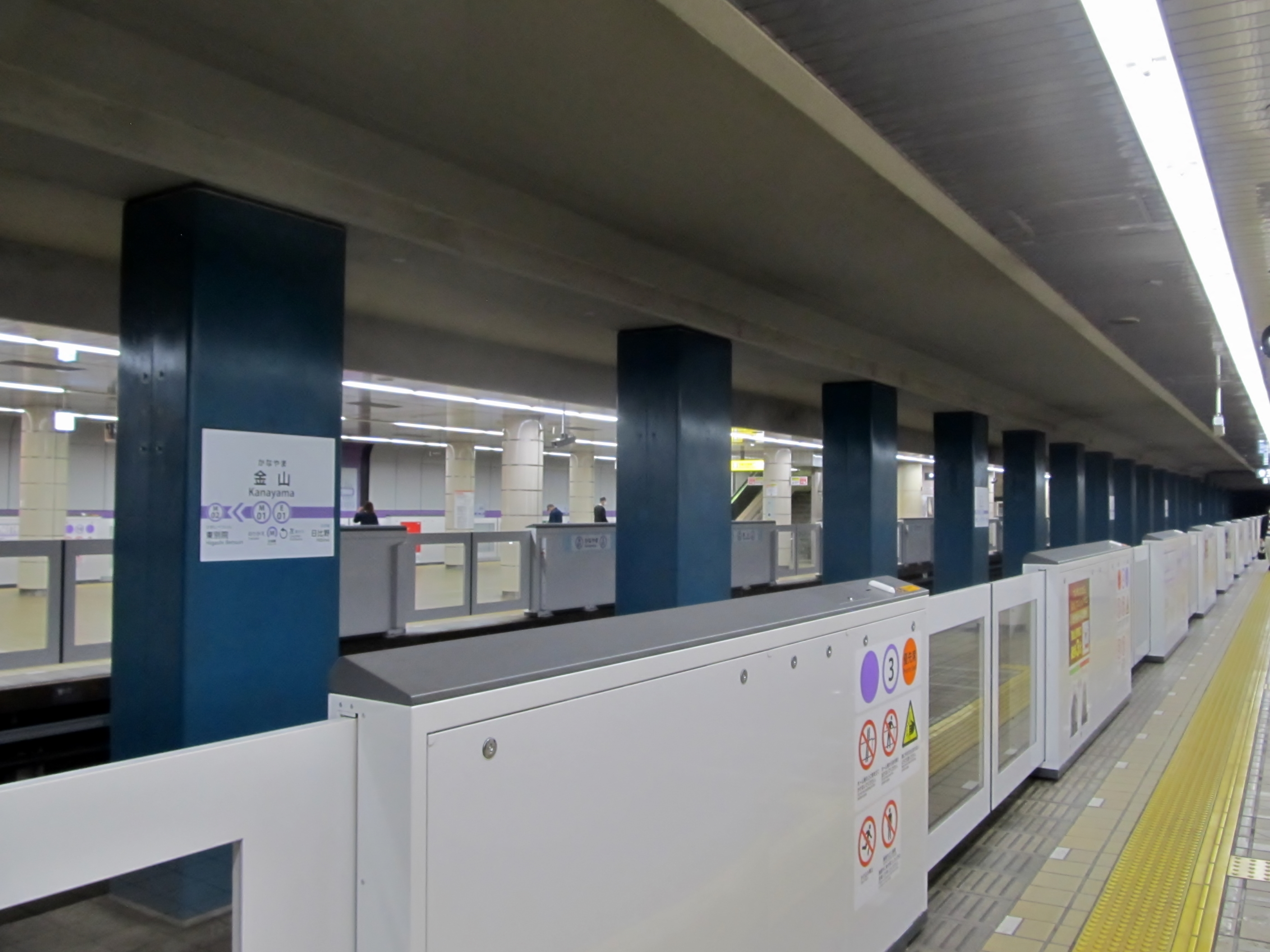
U-Bahnhof
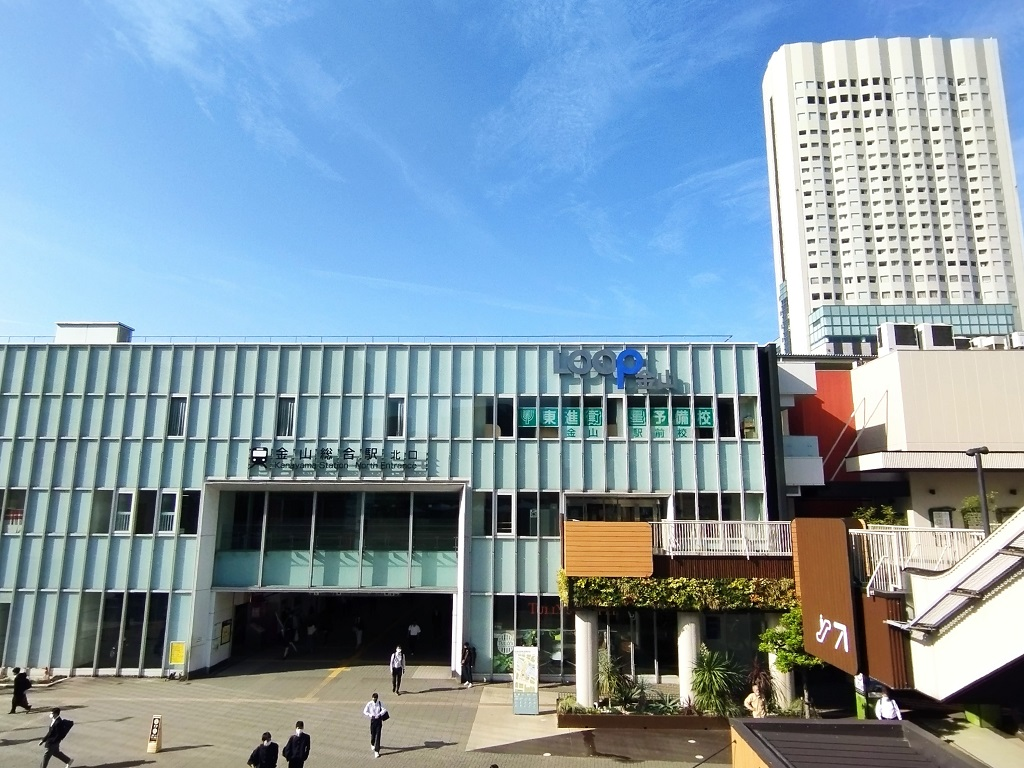
Bahnhofsgebäude Kanayama

## Gleise

Gleisplan
(rot = Meitetsu, orange = JR)

JR Central:
| 1 | ▉ Chūō-Hauptlinie    | Tajimi • Nakatsugawa • Shiojiri • Tokio |
| 2 | ▉ Chūō-Hauptlinie    | Nagoya                                  |
| 3 | ▉ Tōkaidō-Hauptlinie | Mikawa-Anjō • Toyohashi                 |
| 4 | ▉ Tōkaidō-Hauptlinie | Nagoya • Gifu • Maibara                 |

Meitetsu:
| 1/2 | ▉ Nagoya-Hauptlinie | Meitetsu Nagoya • Meitetsu Gifu / Tsushima / Inuyama          |
| 3/4 | ▉ Nagoya-Hauptlinie | Higashi-Okazaki • Toyohashi / Flughafen Chūbu / Kōwa / Utsumi |

U-Bahn Nagoya:
| 1   | ▉ Meijō-Linie | im Gegenuhrzeigersinn Richtung Aratama-bashi |
| 2   | ▉ Meikō-Linie | Nagoyakō                                     |
| 3/4 | ▉ Meijō-Linie | im Uhrzeigersinn Richtung Sakae              |

## Linien
| Verlauf der Chūō-Hauptlinie |
| --- |
| Takao • Sagamiko • Fujino • Uenohara • Shiotsu • Yanagawa • Torisawa • Saruhashi • Ōtsuki • Hatsukari • Sasago • Kai-Yamato • Katsunuma-budōkyō • Enzan • Higashi-Yamanashi • Yamanashishi • Kasugaichō • Isawa-Onsen • Sakaori • Kōfu • Ryūō • Shiozaki • Nirasaki • Shimpu • Anayama • Hinoharu • Nagasaka • Kobuchizawa • Shinano-Sakai • Fujimi • Suzurannosato • Aoyagi • Chino • Kami-Suwa • Shimo-Suwa • Okaya • Midoriko • Shiojiri • Seba • Hideshio • Niekawa • Kiso-Hirasawa • Narai • Yabuhara • Miyanokoshi • Harano • Kiso-Fukushima • Agematsu • Kuramoto • Suhara • Ōkuwa • Nojiri • Jūnikane • Nagiso • Tadachi • Sakashita • Ochiaigawa • Nakatsugawa • Mino-Sakamoto • Ena • Takenami • Kamado • Mizunami • Tokishi • Tajimi • Kokokei • Jōkōji • Kōzōji • Jinryō • Kasugai • Kachigawa • Shin-Moriyama • Ōzone • Chikusa • Tsurumai • Kanayama • Nagoya Tatsuno-Zweigstrecke: Okaya • Kawagishi • Tatsuno • Shinano-Kawashima • Ono • Shiojiri |

| Verlauf der Tōkaidō-Hauptlinie (Toyohashi–Maibara) |
| --- |
| Toyohashi • Nishi-Kozakai • Aichi-Mito • Mikawa-Ōtsuka • Mikawa-Miya • Gamagōri • Mikawa-Shiotsu • Sangane • Kōda • Aimi • Okazaki • Nishi-Okazaki • Anjō • Mikawa-Anjō • Higashi-Kariya • Noda-Shinmachi • Kariya • Aizuma • Ōbu • Kyōwa • Minami-Ōdaka • Ōdaka • Kasadera • Atsuta • Kanayama • Otōbashi • Nagoya • Biwajima • Kiyosu • Inazawa • Owari-Ichinomiya • Kisogawa • Gifu • Nishi-Gifu • Hozumi • Ōgaki • Tarui • Sekigahara • Kashiwabara • Ōmi-Nagoka • Samegai • Maibara |

| Verlauf der Meitetsu Nagoya-Hauptlinie |
| --- |
| Toyohashi • Ina • Odabuchi • Kō • Goyu • Meiden Akasaka • Meiden Nagasawa • Motojuku • Meiden Yamanaka • Fujikawa • Miai • Otogawa • Higashi-Okazaki • Okazakikōen-mae • Yahagibashi • Utō • Shin-Anjō • Ushida • Chiryū • Hitotsugi • Fujimatsu • Toyoake • Zengo • Chūkyō-keibajō-mae • Arimatsu • Sakyōyama • Narumi • Moto Hoshizaki • Moto Kasadera • Sakura • Yobitsugi • Horita • Jingū-mae • Kanayama • Sannō • Meitetsu Nagoya • Sakō • Higashi-Biwajima • Nishi-Biwajima • Futatsu-iri • Shinkawa-bashi • Sukaguchi • Marunouchi • Shin-Kiyosu • Ōsato • Okuda • • Kōnomiya • Shima-ujinaga • Myōkōji • Meitetsu Ichinomiya • Imaise • Iwato • Shin-Kisogawa • Kuroda • Kisogawa-zutsumi • Kasamatsu • Ginan • Chajo • Kanō • Meitetsu Gifu |

## Geschichte
Die Tōkaidō-Hauptlinie und die Chūō-Hauptlinie verliefen zwar bereits seit 1886 bzw. 1900 durch die Gegend und auch die Verzweigung beider Strecken befand sich in unmittelbarer Nähe, doch Züge fuhren hier jahrzehntelang ohne Halt durch. Dies änderte sich erst zu Beginn des Pazifikkriegs, als die Meitetsu danach strebte, die voneinander getrennten Streckennetze der Vorgängergesellschaften Meigi Tetsudō und Aichi Denki Tetsudō miteinander zu verknüpfen. Die durch das Stadtzentrum verlaufende neue Stammstrecke zwischen Meitetsu Nagoya und Jingū-mae ging am 1. September 1944 in Betrieb. Der am selben Tag eröffnete Bahnhof Kanayama lag dabei rund 300 Meter südöstlich des heutigen Standorts. Das Empfangsgebäude befand sich an der Nordseite und war durch einen Bahnübergang mit den Bahnsteigen verbunden. Es wurde am 12. März 1945 bei einem amerikanischen Luftangriff beschädigt und anschließend instand gesetzt. Am 1. Juli desselben Jahres erfolgte die Umbenennung in Kanayamabashi.
Aufgrund der Kriegseinwirkungen war es vorerst nicht möglich, die unterschiedlichen Bahnstromsysteme anzugleichen, weshalb Kanayamabashi in den ersten Betriebsjahren ein Systemwechselbahnhof war. Nördlich des Bahnhofs betrug die Oberleitungsspannung 600 V Gleichspannung, südlich davon 1500 V, so dass die Fahrgäste hier jeweils umsteigen mussten. Erst einige Zeit nach Kriegsende war es möglich, den nördlichen Streckenteil anzupassen. Die entsprechenden Arbeiten waren am 16. Mai 1948 abgeschlossen, worauf die Meitetsu den durchgehende Verkehr aufnahm. Im März 1947 legte die Stadtverwaltung in ihrem Wiederaufbauplan Kanayama als neues Unterzentrum fest; dabei war im Bebauungsplan ein neuer Verkehrsknotenpunkt vorgesehen, der langfristig die Strecken von Meitetsu, der Staatsbahn und der zukünftigen U-Bahn zusammenfassen sollte. Aus diesem Grund verzichtete die Meitetsu auf eine umfassende Modernisierung von Kanayamabashi und betrieb die zunehmend veralteten Anlagen weiter; einzige Ausnahme war im Januar 1970 der Ersatz des Bahnübergangs durch eine Fußgängerbrücke.

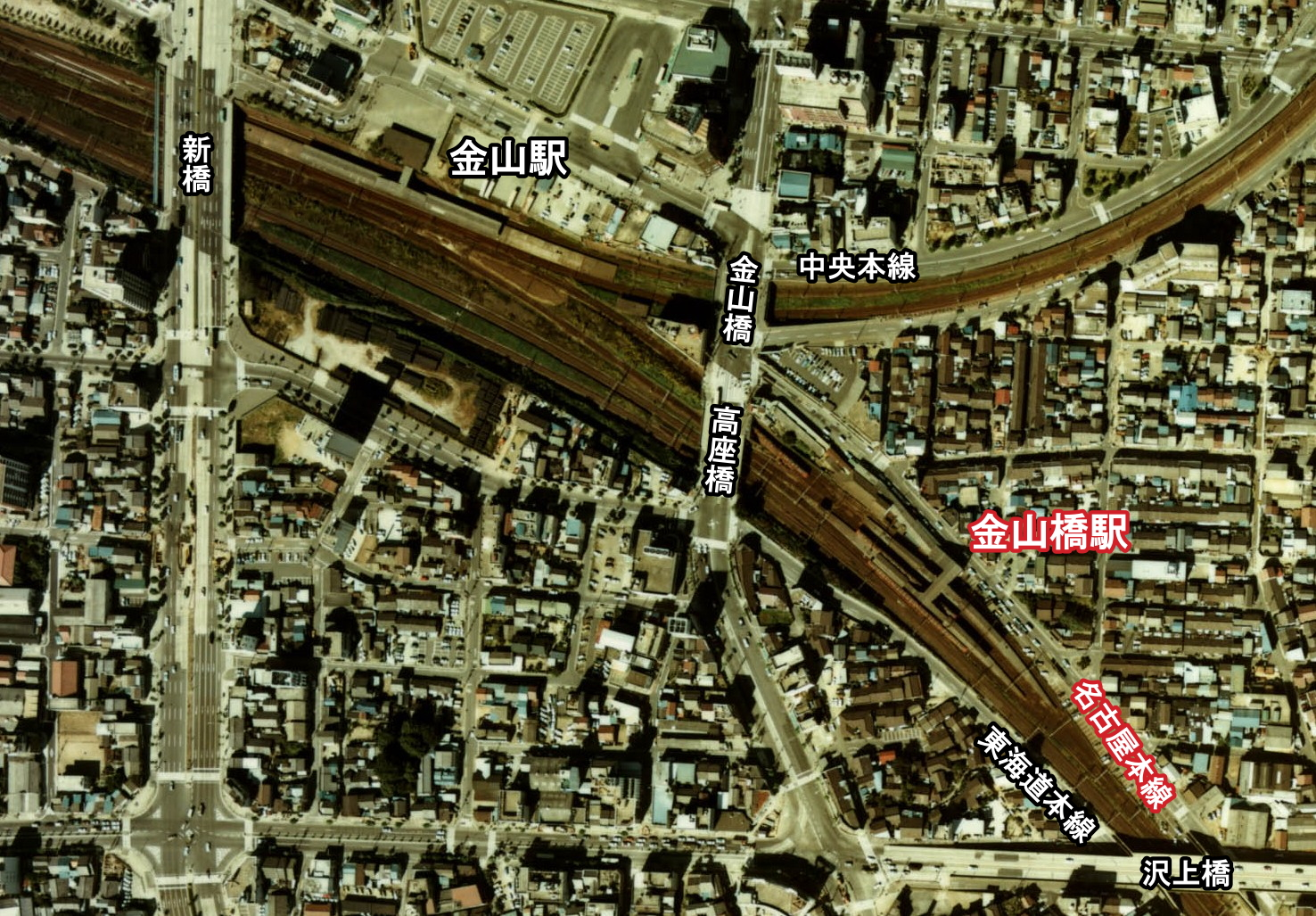
Luftansicht von 1977 (ohne Bahnsteige für die Tōkaidō-Hauptlinie und mit versetztem Meitetsu-Bahnhof Kanayamabashi)

Entsprechend dem Bebauungsplan nahm die Staatsbahn am 25. Januar 1962 den Bahnhof Kanayama in Betrieb, zunächst jedoch nur für die Gleise der Chūō-Hauptlinie. Am 27. September desselben Jahres erfolgte die Inbetriebnahme der zweigleisigen Hochbahntrasse zwischen Kanayama und Chikusa, am 14. Mai 1966 die Elektrifizierung des Abschnitts Nagoya–Tajimi. Das Verkehrsamt der Stadt Nagoya trieb unterdessen den U-Bahn-Bau voran und eröffnete am 30. März 1967 den Abschnitt Sakae–Kanayama der Meijō-Linie. Vier Jahre lang war Kanayama die südliche Endstation, bis zur Eröffnung des Abschnitts nach Nagoyakō am 29. März 1971 (entspricht der heutigen Meikō-Linie). Am 30. März 1974 kam der Abschnitt nach Aratama-bashi hinzu. Dadurch war Kanayama zu einem vollwertigen U-Bahn-Umsteigebahnhof geworden. Damit verbunden war auch die Stilllegung der seit 1908 bestehenden Atsuta-Linie der städtischen Straßenbahn.
Zwar lagen im März 1972 die konkreten Pläne für die Vervollständigung des Eisenbahnknotens vor, doch verschiedene Probleme – darunter ständig steigende Baukosten – führten dazu, dass sich die Umsetzung immer wieder hinauszögerte. Die Vergabe der Design-Weltausstellung 1989 an Nagoya brachte schließlich die Wende: Die Stadt, JR Central (als Nachfolgerin der privatisierten Staatsbahn) und Meitetsu schlossen eine Vereinbarung zur Verwirklichung des Vorhabens. Der Spatenstich erfolgte am 18. November 1987. Es entstanden Bahnsteige für die Tōkaidō-Hauptlinie und die Meitetsu Nagoya-Hauptlinie sowie eine verbesserte Verknüpfung mit der U-Bahn mittels neuer Rolltreppen und zusätzlicher Eingänge. Die erweiterte Anlage ging am 9. Juli 1989 in Betrieb, der Bahnhof Kanayamabashi wurde stillgelegt und später abgerissen.
Wenig später, am 12. Oktober 1990, begann die Meitetsu mit dem Ausbau des Abschnitts Kanayama–Jingū-mae auf vier Gleise; diese Arbeiten waren am 1. April 1990 abgeschlossen. Als Vorbereitung auf die Einführung der Meitetsu-Flughafenlinie und die damit verbundene Zunahme der Fahrgastzahlen nahm Meitetsu 2004/05 einen Umbau des Bahnhofs vor; die Arbeiten umfassten zwei neue Eingänge an der Ost- und Westseite, die Errichtung des Einkaufszentrums Kanayama Plaza, die barrierefreie Umgestaltung des U-Bahnhofs sowie ein neuer Verbindungsgang zwischen dem JR- und dem Meitetsu-Bahnhofteil.